# Speak Now (singolo)
Speak Now è un singolo della cantante statunitense Taylor Swift, pubblicato il 5 ottobre 2010 come secondo estratto dall'album omonimo.
Swift ha preso l'ispirazione per la canzone da un'amica, il cui ex fidanzato avrebbe dovuto sposarsi presto con qualcun'altra. La canzone, che ha come base musicale una chitarra acustica, è narrata dalla parte di una persona che vuole rovinare il matrimonio di un suo precedente amore con l'intenzione di riconquistarlo.
La canzone ha ricevuto buona accoglienza dalla critica in particolar modo per il testo, ritenuto dettagliato. Speak Now ha inoltre avuto un ottimo successo commerciale negli Stati Uniti e in Canada, debuttando all'ottava posizione delle classifiche di entrambi i Paesi. L'entrata del singolo nella Billboard Hot 100 è il sesto debutto nella top ten per Taylor Swift, che fa di lei l'artista con più debutti nelle prime dieci posizioni della classifica in tutta la sua storia. Speak Now è stata inoltre inviata alle stazioni radiofoniche, il che le ha permesso di debuttare nella classifica Hot Country Songs.

## Descrizione
Speak Now è stata scritta interamente da Taylor Swift, come tutte le altre tracce presenti sull'album. L'ispirazione arriva dalla storia d'amore delle scuole superiori di una sua cara amica. La coppia, finiti gli studi, si separò, con l'idea che si sarebbe riunita. Taylor ha ammesso che per lei era inevitabile il fatto che si riunissero. Un giorno, l'amica ha raccontato a Taylor che il suo ex fidanzato si sarebbe presto sposato. "Ha incontrato questa ragazza che è semplicemente una persona orribile e cattiva che gli ha proibito di parlare a tutti i suoi amici e l'ha allontanato dalla sua famiglia. L'ha praticamente del tutto isolato," ha detto la cantante in un'intervista. Ha chiesto all'amica se ella avrebbe "parlato adesso". Perplessa, l'amica le ha chiesto spiegazioni, e ha risposto: "Sai, piomba nella chiesa. Parlate ora o tacete per sempre. Verrò con te. Sunerò la chitarra. Sarebbe fantastico."
Dopo aver parlato con l'amica, Taylor si fissò sull'idea di quanto tragico sarebbe vedere la persona che si ama sposarne un'altra. Quella stessa notte la cantante sognò uno dei suoi ex fidanzati che sposava un'altra ragazza. Ciò le fece capire che avrebbe dovuto scrivere una canzone sull'interruzione di un matrimonio. Ha concluso: "Personalmente, mi piace pensarla come il bene contro il male. E questa ragazza rappresenta totalmente il male." Taylor ha intitolato l'album Speak Now perché è il suo concetto, in quanto ogni canzone è una confessione verso qualcuno. "È intitolato Speak Now, e questo è pertinente all'album, che vuole esprimere un solo concetto e tratta un solo tema", ha affermato. Trenta secondi della traccia furono pubblicati in anteprima in un video sul sito Xfinitytv.com il 4 ottobre 2010, il giorno prima della sua uscita.

## Stile musicale
Speak Now è una canzone country pop con una durata di quattro minuti e due secondi. È stata scritta secondo lo stile pop, al quale sono stati assemblati alcuni elementi della musica country. La canzone ha un tempo veloce, di circa 120 battiti al minuto. È stata scritta in tonalità di sol maggiore e la voce della cantante, inizialmente sommessa, per poi alzarsi gradualmente, include due ottave. La canzone include vari elementi presenti nel suo singolo You Belong with Me. La sua base musicale è fondata sulla chitarra acustica.
Nel testo di Speak Now Taylor Swift parla della rovina del matrimonio di un precedente amore con lo scopo di riconquistarlo. Nei primi versi la cantante ammette che è ancora innamorata col suo ex fidanzato e che vuole essere sicura che egli non sposerà la ragazza sbagliata. Durante i versi della canzone, Taylor s'intrufola nel matrimonio ed espone le sue opinioni, come il portamento della sposa nell'abito nuziale, la sua famiglia e l'organista che suona la tradizionale musica con l'organo. Nel ritornello di Speak Now, Taylor supplica il suo ex fidanzato di non dire le rituali parole per poi correre via con lei. Nel bridge la cantante esprime la sua risposta alle parole del prete "parlate ora o tacete per sempre". Nell'ultimo ritornello si parla anche dello sposo e della cantante che effettivamente corrono via assieme.

## Accoglienza
Simon Vozick-Levinson di Entertainment Weekly ritiene Speak Now una delle canzoni migliori di Taylor Swift per ora. Ha aggiunto che "la sua espressiva interpretazione del testo compensa qualunque difetto come vocalista tecnica" e che è stata "competentemente orecchiabile". Ha concluso dicendo che, da quando ha sentito la canzone, non riesce più a smettere di sentirla. Bill Lamb di About.com ritiene la canzone "splendida". Ha continuato affermando che "la canzone è dolce, divertente, impertinente e nervosa allo stesso tempo. Taylor Swift rimane una delle più premiate giovani autrici di testi."

## Tracce
1. Speak Now – 4:01

## Formazione
Hanno partecipato alle registrazioni, secondo le note di copertina di Speak Now:
Musicisti
- Taylor Swift – voce, chitarra acustica, cori, battimani
- Nathan Chapman – chitarra acustica, chitarra elettrica, chitarra elettrica a dodici corde, banjo, mandolino, basso, Fender Rhodes, pianoforte, sintetizzatore, organo, programmazione, cori, battimani
- Bryan Sutton – chitarra acustica
- Grant Mickelson – chitarra elettrica
- Paul Sidoti – chitarra elettrica
- Mike Meadows – chitarra elettrica, battimani
- Smith Curry – lap steel guitar
- Rob Hajacos – fiddle
- Tim Marks – basso
- Tommy Sims – basso
- Amos Heller – basso
- Tim Lauer – pianoforte, organo B3
- Eric Darken – percussioni
- Al Wilson – percussioni, battimani
- Nick Buda – batteria
- Shannon Forrest – batteria
- John Gardner – batteria
- Caitlin Evanson – cori
- Liz Huett – cori

Produzione
- Nathan Chapman – produzione, ingegneria del suono aggiuntiva
- Taylor Swift – produzione, direzione artistica
- Chad Carlson – registrazione
- Justin Niebask – registrazione, missaggio
- Chuck Ainlay – registrazione
- Steve Marcantonio – registrazione
- Chad Carlson – registrazione aggiuntiva
- Todd Tidwell – registrazione aggiuntiva, assistenza tecnica
- Drew Bollman – registrazione aggiuntiva, assistenza tecnica, assistenza al missaggio
- Lowell Reynolds – registrazione aggiuntiva
- Jeremy Hunter – registrazione aggiuntiva
- Mark Petaccia – assistenza tecnica
- John Netti – assistenza tecnica
- David Bryant – assistenza tecnica
- Tristan Brock-Jones – assistenza tecnica
- Mike Rooney – assistenza tecnica
- Seth Morton – assistenza tecnica
- Jed Hackett – ingegneria del suono aggiuntiva
- Brian David Willis – ingegneria del suono aggiuntiva
- Joel Quillen – ingegneria del suono aggiuntiva
- Matt Rausch – assistenza al missaggio
- Steve Blackmon – assistenza al missaggio
- Hank Williams – mastering

## Successo commerciale
Speak Now è entrata direttamente all'ottava posizione della Billboard Hot 100 statunitense, vendendo 217 000 copie digitali. Grazie a quest'entrata in classifica, Speak Now è diventato il sesto debutto nella top 10 per Swift; questo la porta a diventare l'artista con più debutti nelle prime dieci posizioni della classifica, sorpassando il record precedentemente appartenente a Mariah Carey, che piazzò cinque singoli in classifica tra il 1995 e il 1998. È inoltre entrata alla sessantesima posizione della classifica Hot Country Songs. Ha fatto il suo debutto all'ottava posizione anche nella Billboard Canadian Hot 100. In Australia, Speak Now è entrata alla ventesima posizione, e alla trentaquattresima in Nuova Zelanda.

## Classifiche
| Classifica (2010-23)  | Posizione massima |
| --------------------- | ----------------- |
| Australia             | 20                |
| Canada                | 8                 |
| Filippine             | 5                 |
| Grecia                | 73                |
| Nuova Zelanda         | 34                |
| Portogallo            | 171               |
| Singapore             | 11                |
| Stati Uniti           | 8                 |
| Stati Uniti (country) | 58                |
| Vietnam               | 94                |

## Speak Now (Taylor's Version)
In seguito alla controversia con la sua precedente casa discografica e la vendita dei master delle pubblicazioni precedenti al suo contratto con la Republic Records, Swift ha cominciato a ri-registrare tutta la sua discografia dal 2006 al 2019, includendo anche brani non inclusi in alcun album in studio. Ogni reincisione presenta la dicitura Taylor's Version nel titolo, per distinguerla dall'incisione originale e quindi dal master non di proprietà della cantautrice.
Il 7 luglio 2023 Taylor Swift ha ripubblicato il brano sotto il nome Speak Now (Taylor's Version), incluso nell'album omonimo.